# Peter Lindahl
Peter Lindahl, född 1712 i Karlskrona, död 19 december 1792 i Ånsta, Örebro län, var en svensk skådespelare. 
Född i Karlskrona som son till en kompaniskrivare och själv en tid verksam som sådan började han med att spela teater på Bollhuset vid Slottsbacken 1737, där han 1740–1753 satt i ledningen som biträdande direktör tillsammans med Charles Langlois och Johan Palmberg. Han var också sakförare vid kämnärsrätten i Stockholm och assisterade som sådan sina kolleger, handelsbokhållare och landskanslist och militär under den tid då teatern var tillfälligt stängd på grund av landssorgen efter drottningens död under 1741–1743.    
Sedan ett franskt teatersällskap hade övertagit engagemanget på Bollhuset, erhöll han 20 maj 1754, tillsammans med Johan Bergholtz (död 1774) privilegium att spela teater i landsorten, och från 1760 var han verksam i Göteborg. Utländska sällskap turnerade ofta i Sverige, – en engelsk trupp omtalas redan 1592 – men hans sällskap var det första svenska kringresande teatersällskapet. Bland hans skådespelare ingick aktörer tidigare verksamma vid Stora Bollhusets teater, som Johanna Catharina Enbeck, "madame Gentschein" och Petter Öberg, båda senare verksamma i Stenborgs Sällskap, och Catharina Sophia Murman, Johan Bergholt'z fru, som lämnade truppen med sin man 1755.    
Han ansågs av sin samtid som en av de främsta inom komedi, där han främst spelade så kallade Harlekin-roller, och på repertoaren märktes Molière, Voltaire och Corneille men även svenska verk som Den Svenska Sprätthöken av Carl Gyllenborg, där han spelade löparen Måns i denna den första svensktalande pjäs som uppfördes 1737. I rollen som Måns blev han också den första namngivna svenska skådespelare, som spelade ett annat kön, (en så kallad kjolroll), eftersom Måns i slutet av pjäsen avslöjar att han i själva verket är en kvinna, Brita, utklädd till man.   
Hans fru Margareta Maria Fabritz, som han gifte sig med 1742, var en av Sveriges första infödda professionella skådespelerskor, och hans dotter, Margareta Seuerling, var redan som barn en av skådespelarna i hans trupp och övertog den sedan med sin man Carl Gottfried Seuerling år 1768. Han och hans fru fortsatte dock att spela i sin svärsons trupp, Seuerlingske Comoedie-Trupp, i många år till, fram till sjuttioårsåldern, och avled 1792 på Åby gård i Ånsta nära Örebro.